# Caroline Jackson
Caroline Jackson (31 octombrie 1946) este un om politic britanic, membru al Parlamentului European în legislaturile 1984-1989, 1989-1994, 1994-1999, 1999-2004 și 2004-2009 din partea Regatului Unit.
1. 1 2 3  Deputații în Parlamentul European